# Xorides caeruleus
Xorides caeruleus är en stekelart som först beskrevs av Cameron 1905.  Xorides caeruleus ingår i släktet Xorides och familjen brokparasitsteklar. Inga underarter finns listade i Catalogue of Life.